# Conescharellina plana
Conescharellina plana är en mossdjursart som beskrevs av Bock och Cook 2004. Conescharellina plana ingår i släktet Conescharellina och familjen Biporidae. Inga underarter finns listade i Catalogue of Life.